# Žiga Petrič
Žiga Petrič, slovenski alpinist, 12. julij 1971, † 4. oktober 1996, zahodno pobočje gore Kabru, Himalaja.
Petrič, absolvent ljubljanske Fakultete za šport, je preplezal več prvenstvenih smeri v Centralnih Alpah in Himalaji. Leta 1996 sta se s soplezalcem Bojanom Počkarjem udeležila odprave, v okviru katere sta vnovič poskušala osvojiti vrh Kumbakarna. 4. oktobra sta odšla na aklimatizacijsko turo proti vrhu Kabru (nasproti Kumbakarne) in po več dneh sneženja izginila v pobočju. Ekipa je zaključila iskanje in pospravila tabor 17. oktobra.